# برایتون (اجتماع)، شهرستان کنوشا، ویسکانسین
برایتون (به انگلیسی: Brighton) یک منطقهٔ مسکونی در ایالات متحده آمریکا است که در برایتون، شهرستان کنوشا، ویسکانسین واقع شده‌است. برایتون ۲۴۶٫۸۹ متر بالاتر از سطح دریا واقع شده‌است.